# Tiffany Thornton
Tiffany Dawn Thornton (College Station, 14 febbraio 1986) è una cantante, doppiatrice e attrice statunitense, diventata famosa per aver interpretato Tawni Hart in Sonny tra le stelle, in onda su Disney Channel.

## Vita privata
Si è sposata con Christopher Carney nel novembre 2011; Demi Lovato le ha fatto da damigella. Il 14 agosto 2012 è nato suo figlio Kenneth James Carney; la madrina del bambino è stata l'attrice Cassie Scerbo, grande amica di Tiffany. Il 1º marzo 2014 ha dato alla luce Bentley Cash Carney. 
Il 4 dicembre 2015 Christopher Carney è rimasto ucciso in un incidente stradale.
Il 7 ottobre 2017 ha sposato il pastore evangelico Josiah Capaci, da cui ha avuto due figlie: una nata il 10 novembre 2018, e l'altra il 21 luglio 2021.

## Filmografia

### Cinema
- Boo!, regia di David Henrie e Johnny Salvatore (2009)
- Unlucky Charms, regia di Charles Band (2013)
- The Dog Who Saved Easter, regia di Sean Olson (2014)

### Televisione
- Give Me Five - serie TV, episodio 1x01 (2004)
- 8 semplici regole - serie TV, episodio 3x05 (2004)
- American Dreams - serie TV, episodi 3x10-3x11 (2005)
- The O.C. - serie TV, episodi 3x02-3x09-3x11 (2005)
- Desperate Housewives - serie TV, episodio 2x22 (2006)
- Raven - serie TV, episodio 4x11 (2006)
- Jericho - serie TV, episodio 1x01 (2006)
- Hannah Montana - serie TV, episodi 2x04-2x26 (2007-2008)
- I maghi di Waverly - serie TV, episodio 1x09 (2007)
- Sonny tra le stelle - serie TV, 46 episodi (2009-2011)
- Pete il galletto - film TV, regia di Stuart Gillard (2009)
- So Random! - serie TV, 26 episodi (2011-2012)
- Disney's Friends for Change Games - serie TV (2011)
- Scherzi da star - serie TV, episodio 1x04 (2011)
- Game Change - film TV, regia di Jay Roach (2012)

### Doppiaggio
- Fish Hooks - Vita da pesci - serie animata TV, episodio 1x03 (2010)
- I Giochi della Radura Incantata - special TV (2011)
- Muertoons - serie animata TV, 2 episodi (2014)

## Doppiatrici italiane
Nelle versioni in italiano delle opere in cui ha recitato, Tiffany Thornton è stata doppiata da:
- Valentina Favazza in Sonny tra le stelle, So Random!
- Eleonora Reti in The O.C.
- Joy Saltarelli in Pete il galletto

## Discografia
- 2009 - Let It Go (con Mitchel Musso)
- 2009 - Some Day My Prince Will Come
- 2009 - Magic Mirror
- 2009 - I believe (con kermit the frog)
- 2010 - If I Never Knew You
- 2010 - Picture Perfect